# Franz Lambert von Avignon
Franz Lambert von Avignon (auch Franziskus Lambertus, * 1487 in Avignon; † 18. April 1530 in Frankenberg (Eder)) war ein evangelischer Theologe, vormaliger Franziskaner und hatte entscheidenden Anteil an der Reformation der Landgrafschaft Hessen. Für den Kirchenhistoriker Thomas Kaufmann ist Lamberts Biografie ein Beispiel für die „frühzeitig offenkundig werdende Europäizität der Reformation.“

## Leben
Franz Lambert war der Sohn eines (namentlich nicht bekannten) Sekretärs am päpstlichen Palast zu Avignon. Er stammte aus Orgelet (Franche-Comté) und hatte vermutlich eine Ausbildung als Jurist; er starb, als Franz Lambert ein Kind war. Dieser trat mit 15 Jahren in das Kloster der Franziskaner-Observanten zu Avignon ein und legte ein Jahr später die Profess ab. Da er die Ordensregeln sehr ernst nahm, fasste er den Plan, in den Kartäuserorden zu wechseln, was er schließlich doch nicht tat. Im Kloster kam es zu Konflikten um seine Person. Nach Gerhard Müller lag das nicht nur an Lamberts strenger Observanz, sondern auch an seiner „ungestüme(n) und häufig unverträgliche(n) Art.“ Er erhielt von seinem Orden den Auftrag, als Wanderprediger durch die Lande zu ziehen. In dieser Tätigkeit war er sehr erfolgreich, so dass ihm 1517 der Titel eines Praedicator apostolicus verliehen wurde. Auf einer dieser Reisen veröffentlichte er in Lyon – zwischen 1512 und 1517 – den Traktat la corone de nostre Saulveur Jesus Christ, einen ersten Versuch, Jesus – statt Maria – wieder ins Zentrum der christlichen Frömmigkeit zu setzen.
In seinem Avignoner Kloster las Lambert Lutherschriften und begann, sich für die Reformation zu interessieren. Im Mai 1522 verließ er Avignon zu einer weiteren Predigtreise. Über Aix-les-Bains, Genf, Lausanne, Fribourg und Bern gelangte er nach Zürich. Am 16. Juli 1522 diskutierte er mit Huldrych Zwingli und verteidigte diesem gegenüber die Heiligen- und Marienverehrung; dabei zeigte sich, dass Lambert von reformatorischer Theologie kaum etwas wusste. Es gelang Zwingli, Lambert davon zu überzeugen, dass der Heiligenkult dem Evangelium widerspreche. Lambert legte seinen franziskanischen Habit ab und reiste über Basel inkognito nach Eisenach, wo er im November eintraf. Er suchte den Kontakt zu Martin Luther und wandte sich dazu an den kurfürstlichen Sekretär Georg Spalatin. Er fügte ein Manuskript mit 139 Thesen bei, um seine reformatorische Gesinnung zu beweisen. Dieser war von Lambert als Theologen wenig beeindruckt, war aber damit einverstanden, dass er im Januar 1523 nach Wittenberg kam, und nahm ihn im Augustinerkloster auf, das er selbst bewohnte.
An der theologischen Fakultät der Universität Wittenberg hielt Lambert Vorlesungen über Hosea, das Lukasevangelium, den Römerbrief, Ezechiel und den Stammbaum Jesu Christi. Er war literarisch produktiv: apologetisch, um seinen Übertritt aus dem Ordensleben zur Reformation zu verteidigen, und biblisch-exegetisch. Dabei schrieb er unter anderem unter dem Pseudonym Johannes Seranus. Recht erfolgreich war sein in Augsburg gedruckter Kommentar zum Lukasevangelium, der in 21 Monaten fünf Auflagen erlebte. Mit seiner Heirat am 15. Juli 1523 war er nach eigenen Angaben der erste französische Mönch, der diesen Schritt vollzog. Seine Braut Christine war Tochter eines Herzberger Bäckers und stand in den Diensten von Augustin Schurff. Da Lamberts Tätigkeit an der Universität nur schlecht bezahlt war, geriet er nach der Heirat in erhebliche finanzielle Schwierigkeiten und bat den Kurfürsten um Hilfe. Am 14. Februar 1524 verließ er Wittenberg. Im Februar 1525 traf er in Metz ein, wo ihm als verheirateten Mönch jede öffentliche Wirksamkeit verwehrt wurde. Er ging nach Straßburg, wo er im Mai eintraf und am 3. November 1524 das Bürgerrecht erhielt.
Mit den Straßburger Humanisten geriet Lambert bald in einen Konflikt, weil er Rhetorik und Dialektik zugunsten des Bibelstudiums ablehnte. Martin Bucer schrieb am 29. Januar 1526 kritisch an Zwingli, dass Lambert von den Wittenbergern kein Empfehlungsschreiben mitgebracht habe. Gleichwohl gestattete der Stadtrat Lambert, öffentliche Vorträge über biblische Bücher zu halten, und unterstützte ihn finanziell. 1526 befristete der Stadtrat dann aber seinen Aufenthalt auf ein weiteres Jahr und verlangte die Vorlage aller Manuskripte vor Veröffentlichung.
In Straßburg ohne Perspektive, nahm er das Angebot des hessischen Landgrafen Philipp an, an einer Disputation über die Einführung der Reformation in der Landgrafschaft mitzuwirken; Lamberts Thesen, die sogenannte Paradoxa, bildeten ihre Grundlage. Diese Disputation fand vom 21. bis 23. Oktober 1526 in Homberg/Efze statt und wurde bekannt unter dem Namen Homberger Synode. Nikolaus Ferber, Guardian des Marburger Franziskanerklosters, trat Lambert als Sprecher der altgläubigen Partei gegenüber. Die Homberger Synode beschloss die Einführung einer Kirchenordnung (Reformatio ecclesiarum Hassiae), zu deren Verfasserkreis Lambert gehörte. Luther lehnte diesen Entwurf ab, weil er in der neuen Kirchenordnung „eyn hauffen gesetze“ sah. Die Ordnung wurde im 16. Jahrhundert nicht veröffentlicht, gleichwohl wurden viele ihrer Bestimmungen in die Praxis umgesetzt, so die Gründung einer evangelischen Universität. 1527 berief Philipp von Hessen Lambert als Professor an die neu gegründete Universität Marburg.
Neben Vorlesungen über Bücher der Heiligen Schrift organisierte er die erste Marburger Disputation, bei der Patrick Hamilton seine reformatorische Theologie darstellte. (Hamilton kehrte später nach Schottland zurück, wurde dort verhaftet, als Ketzer verurteilt und 1528 in St Andrews auf dem Scheiterhaufen hingerichtet.)
1529 erschien das Kaiser Karl V. gewidmete französische Hauptwerk Somme chretienne. Philipp von Hessen hatte erhofft, den Kaiser hierdurch für die Reformation zu interessieren, aber die Wirkung war gegenteilig; Karl V. ließ sogar den Boten, der ihm das Werk überbrachte, gefangensetzen.
Lambert nahm am Marburger Religionsgespräch als Zuhörer teil und wurde dabei von Zwinglis spiritualistischer Abendmahlslehre überzeugt. Dies war der Grund, weshalb er den Straßburger Reformator Martin Bucer in einem Brief darum bat, ihm eine Pfarrstelle in der französischsprachigen Schweiz zu verschaffen. Hierzu kam es nicht mehr, da Lambert in Frankenberg, wohin die Universität wegen einer Pestepidemie verlegt worden war, zusammen mit Frau und Kindern von der Seuche dahingerafft wurde.

## Ziele und Bedeutung
Lambert hatte zeit seines Lebens versucht, die Leitmotive der Reformation durchzusetzen. Als Grundlage sah er die Auseinandersetzung mit den Schriften der Bibel und deren Auslegung in Predigten. Neben seiner geistigen Nähe zu Luther zeigen aber besonders seine Werke Paradoxa und Farrago seine ganz eigenen Vorstellungen der Neuordnung der Kirche. Dabei ließen sich stets vier Schwerpunkte erkennen:
- Die Predigt und die Auseinandersetzung mit selbiger
- Der Bischof als Prediger und Verwalter der Sakramente
- Die staatliche Gewalt, die die entsprechende Rechtsform geben soll
- Die Eigenständigkeit der Gemeinden

Offenbar waren Lamberts Gedanken zu radikal, als dass sie hätten Wirklichkeit werden können, weshalb sich Luthers gemäßigte Variante wenigstens im deutschen Reichsgebiet etablierte. Zwar hatten Lamberts Ideen für den weiteren Verlauf und die Ausbreitung der Reformation keine Relevanz mehr, doch zeigen sie das Ringen der Anfangsjahre um eine organisatorische Form der Reformation, was vor allem für die heutige Forschung von Bedeutung ist.
In der Forschung wird diskutiert, ob die Ekklesiologie, die in der hessischen Kirchenordnung (Reformatio ecclesiarum Hassiae) erkennbar wird und die Lambert zugeschrieben werden kann, aus seiner franziskanischen Tradition stammt oder von ihm ganz selbständig entwickelt wurde.